# 初音未來相關媒體
初音未來是克理普敦未來媒體以山葉公司的VOCALOID語音合成引擎為基礎，開發販售的虛擬女性歌手，也是此軟件的象徵角色。除了音樂創作之外，另有鑑於初音未來身為一個二次元角色在網路上產生的高知名度，有不少用户希望唱片化、動畫化、遊戲化、演唱會化等，在2007年10月開始有一些企業向Crypton提議各種以角色為中心的企畫，包括電子遊戲、漫畫、人物模型。對此負責企劃及販賣的職員佐佐木涉（佐々木渉）表示「會慎重考慮，但Crypton未必能夠負荷大型的計劃」，但之後伊藤博之社長指出公司現階段沒有打算開拓動畫和遊戲開發等角色業務，所以大多是婉拒掉並鼓勵各界的二次創作。

## 音樂

### 使用者創作
Crypton公司對於初音未來的權利開放，為創作者提供自由創作的環境，加上無意爭取相關作品的版權，因此引發龐大的創作熱潮。初期發售時有不少使用者以此軟件「翻唱」歌曲並發放在Niconico動畫上而成為話題，其中特別有一首〈甩蔥歌〉因此延伸出現「拿着葱的小初音未來」，後來才被原創曲〈把你给MIKUMIKU掉♪〉超越。甚至有商業性質的音樂公司ave;new以初音未來翻唱自家的歌曲〈True My Heart〉和〈snow of love〉。日本歌手小林幸子也曾翻唱過doriko創作的〈羅密歐與仙杜瑞拉〉（ロミオとシンデレラ）作品。之後亦引發不少業界人士公開身分和分享作品，例如擔任小說家的野尻抱介、科技記者岡田有花、插畫家神崎廣等，也有學校福島縣立小高商業高等學校以初音未來製作校歌。
2007年9月28日，Niconico動畫上關於初音未來的影片數超過2,000；10月中旬超過5,000，11月底突破一萬。12月前後，原創歌曲已超過一千首。2008年5月底至6月初，帶有「初音未來」標籤的影片高達2萬6千多個，相關創作者約3,000名。當中還有不少是擅長作詞、作曲、編曲、繪畫或製片的匿名網友一同合作的作品，而VOCALOID互助會則是此類合力創作的代表團體之一。另一方面，亦有音樂人反過來翻唱初音未來的相關作品。更有不少人親自Cosplay初音未來角色，甚至一位10歲的美國女孩玛克辛（Maxine）將歌唱、跳舞的影片上傳至網絡平台而爆紅。根據2023-2024年間的媒體報導指出，在日本Oricon以及串流音樂每週排行榜中，多數為VOCALOID出身的創作者音樂作品，如米津玄師、YOASOBI的Ayase，以及覆面系歌手Eve、Ado之早期出道，就是從「VOCALOID職人」開始展開音樂活動。

### 主要作品
初音未来的相关原创歌曲和作品数以万计，至2020年仍保持着每日均有新作品诞生。截至2025年3月，VOCALOID軟體在2007年發行以來，在Niconico動畫上已有近52萬首作品，以初音未来制作的歌曲作品在該平台上約有15萬首。使用初音未来制作的最著名作品有〈甩蔥歌〉、〈初音未来的消失〉與〈千本櫻〉。〈甩葱歌〉改編自芬蘭民歌〈耶娃波尔卡〉中的一段擬聲吟唱。〈初音未來的消失〉則是一首BPM高達240的歌曲，其高速的旋律及歌詞都超過了人類發音速度的極限。此曲於2011年被JOYSOUND評選為「最難唱歌曲」排行榜的第一位，其歌名啟發自輕小說《涼宮春日系列》的第四卷《涼宮春日的消失》。而〈千本櫻〉則是一首輕快且有著急促的鋼琴旋律，帶日本風格的搖滾歌曲，其歌詞使用了不少大日本帝國時的相關詞語。
其餘比較有名的歌曲亦有〈Melt〉、〈Rollin Girl〉、〈羅密歐與仙杜瑞拉〉（ロミオとシンデレラ）、〈海百合海底譚〉、〈腦漿炸裂少女〉、〈活動小丑〉（からくりピエロ）、〈陽炎眩亂〉、〈戀愛審判〉（恋爱裁判）等。其中〈砂之行星〉是米津玄師所創作的歌曲，於2022年7月21日觀看次數突破1,000萬，此日正巧是此歌發布5周年的紀念日，並成為米津玄師的VOCALOID神話曲其中之一，另外尚有〈俄羅斯套娃〉（マトリョシカ）為初音未來與GUMI合唱作品。發表10年以上的VOCALOID傳說曲作品為DECO*27的、sasakure.UK創作的〈Hello, Planet〉（ハロー、プラネット）、doriko的〈羅密歐與仙杜瑞拉〉、由米津玄師創作的〈連起來又分開羅剎與骨骸〉（結ンデ開イテ羅刹ト骸）、wowaka的代表作〈裏表Lovers〉、OneRoom的〈from Y to Y〉等。
有些初音未來的歌曲曾被應用於其他地方。例如〈BLACK★ROCK SHOOTER〉，它是ryo以huke所繪的角色「BLACK★ROCK SHOOTER」所做的同名角色樂曲，亦是同名OVA動畫和TV動畫的主題曲。〈Tell Your World〉則是kz為Google Chrome瀏覽器而創作的廣告主題曲。而halyosy創作的〈櫻之雨〉（桜ノ雨）則因其主要是表達學生畢業時不捨之情的曲風，也成為許多日本學校做為畢業典禮上合唱的歌曲。supercell樂團創作的〈世界第一的公主殿下〉引起強烈反響後，更是成為廣大的VOCALOID使用者和愛好者們心目中的代名詞，因此這首歌曾在2011年被美國豐田汽車作為廣告的背景音樂。

#### 專輯
從2007年起至2022年之間，已有多家音樂公司、遊戲公司和不少同人或自資出版與發行的多張CD專輯。

### 延伸作品
2007年11月9日，日本一軟件發表在PlayStation 2遊戲《鳥之星 ～Aerial Planet～》中收錄初音未來歌唱的印象曲。另外，初音未來也有出現在由ほんだありま繪製的介紹作品之網路漫畫中。同年11月17日，產經新聞指出卡啦OK系統JOYSOUND公司可能會將知名作品〈把你給MIKUMIKU掉♪〉收錄的消息，其後JOYSOUND宣佈同年12月8日收錄，15日收錄另一首〈戀愛的VOC@LOID〉（恋スルVOC＠LOID）。同月21日，運營Niconico動畫的多玩國公司開始發放初音未來的鈴聲，包括〈把你給MIKUMIKU掉♪〉、〈戀愛的VOC@LOID〉、〈Chocolate☆Magic－臉紅心跳大作戰－〉（Chocolate☆Magic－ドキドキ大作戦－）、〈Dreaming Leaf－夢中的葉〉（Dreaming Leaf－ユメミルコトノハ－）、〈想傳達這份情感（認真的歌詞Ver.）〉（この想い伝えたくて（まともな歌詞Ver.））、〈教給我吧！！ 魔法的Lyric〉（教えて！！ 魔法のLyric）等。
NHK衛星第2頻道的節目《The☆Net Star!》之片頭曲〈無限的星空〉（ムゲンノホシゾラ）和片尾曲〈你的歌姬〉（あなたの歌姫），是委託團體「creazuma～VOCらの日々～」以初音未來軟體進行製作；此節目2008年4月4日首播的第一集就是初音未來特集。2009年3月25日發售的任天堂DS遊戲《滾動解謎方塊》使用初音未來製作結尾歌曲，曲名為〈愛的聚合物〉（愛のカタマリー）。3月28日，電視動畫《空罐少女》第12集的片尾曲〈恋空リサイクリング〉以初音未來進行翻唱。2014年5月14日，法瑞尔·威廉姆斯对livetune團體創作的初音未来歌曲〈Last Night, Good Night〉进行混音創作。2025年為《機動戰士鋼彈》45週年與初音未來17週年的到來，而雙方展開「GUNDAM×MIKU」的合作企劃，並於同年3月9日發表由Mitchie M創作的新曲〈偶像戰士 feat. 初音ミク〉（アイドル戦士 feat. 初音ミク）。

## 演唱會

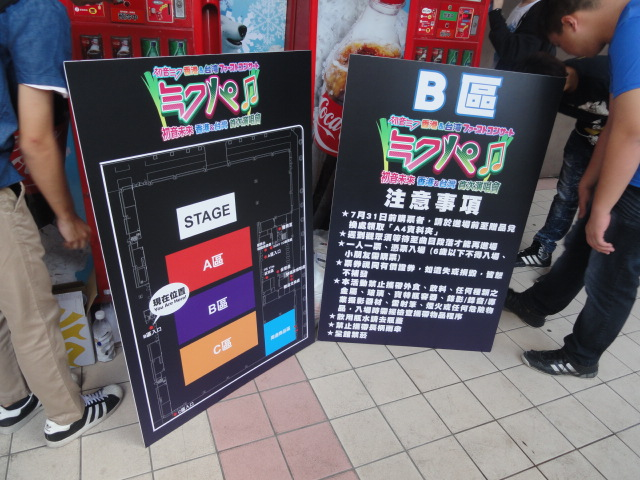
2012年初音未來香港＆臺灣首次演唱會「MIKUPA♪」之台湾排队等候处

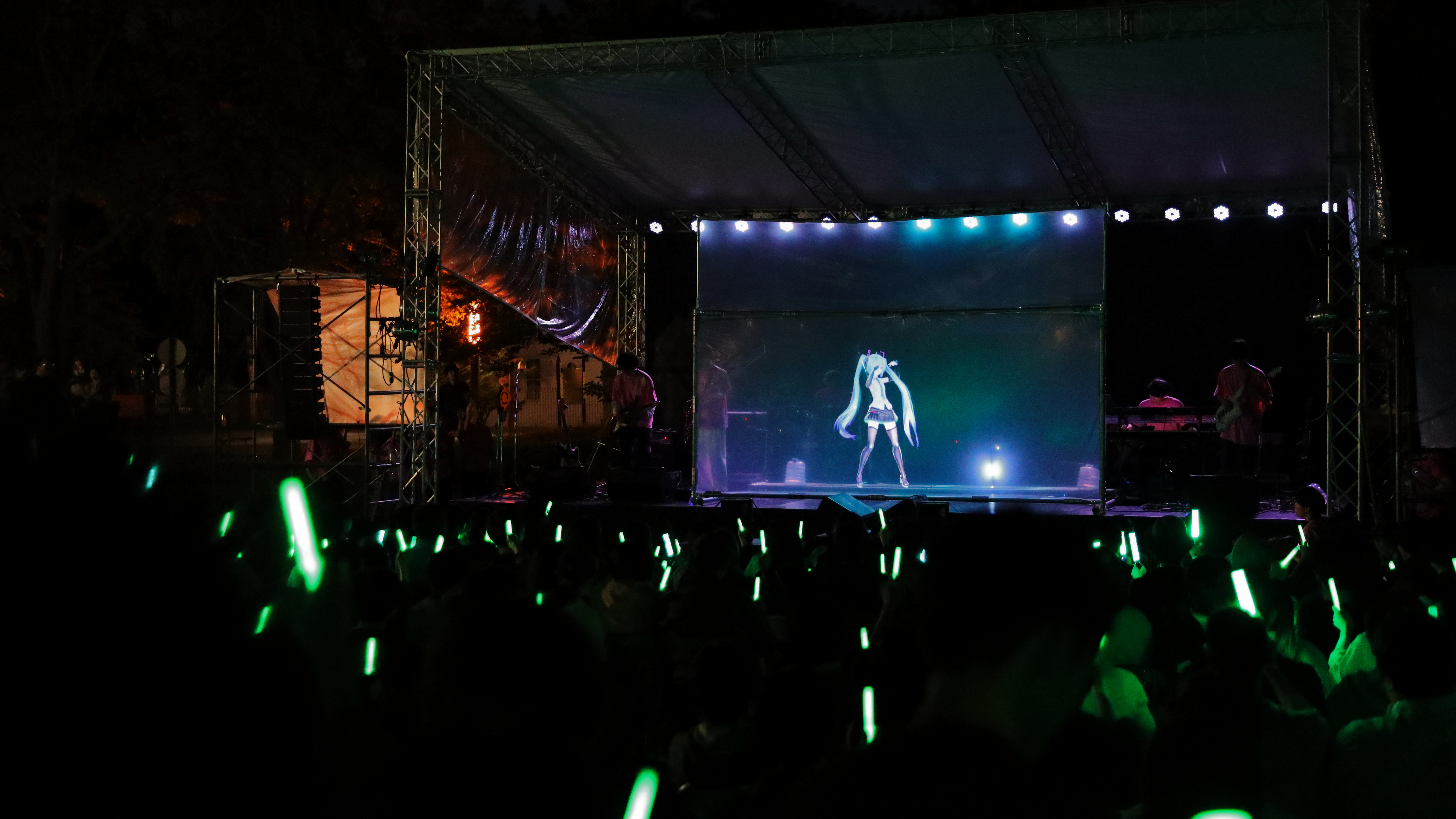
第66週年北海道大學節所舉辦的「初音舞踏祭2024」

初音未来以3D全息摄影自2009年8月22日起至今舉辦多場日本、中国大陸、美国、新加坡、泰国、印尼、墨西哥等世界各地之全球性巡迴演唱會。
2014年4月6日，Lady Gaga表示初音未來是她最喜欢的电子流行音乐明星，且在37场演出的流行藝術巡迴演唱會中，初音未来将会参加16场。2016年初音未来世博会於北美的巡演以美国电子乐队Anamanaguchi为开幕演出嘉賓；为了纪念这次巡演，乐队录制了一首名为〈Miku〉的曲目。

## 電視節目
2007年10月13日，初音未來於日本TBS電視台首次亮相。同年12月7日、10日、16日，分別被北海道電視台的資訊節目《首选！》、NHK的新聞節目《早安日本》中的「街角資訊室」（まちかど情報室）和讀賣電視台的資訊節目《大阪悠閒電視台》以流行事物和新科技的觀點介紹初音未來；其中《首选！》將此軟件稱作「現在日本大受歡迎的偶像」。2007年12月26日，PIAPRO和東京電視台的綜合節目《Web球ww》發表合作舉辦以「春天」為主題的樂曲創作比賽。臺灣電視節目《中視新聞6一下》曾於2010年5月20日報導過「初音未來日的感謝祭」（ミクの感謝祭）演唱會。2014年10月8日，初音未來登上美國電視節目《大衛深夜秀》，演出歌曲〈Sharing the World〉。2015年9月23日，初音未來是首位登上朝日電視台的音樂節目《Music Station》之虛擬歌手。

## 動畫與電影
2008年2月6日，NIWANGO和livedoor合作推出的《魚&貓系列》（さかな＆ねこシリーズ）網路動畫亦有初音未來的客串。2014年4月11日，初音未來於中國大陸的兒童動畫《小花仙》第33、34集，客串扮演异时空的旅行者角色。在《新幹線變形機器人》系列的電視動畫與電影中，曾以初音未來作為原型而創造「發音未來」衍生角色擔任H5隼號的駕駛員，並由藤田咲配音。動畫電影《劇場版 世界計畫 崩壞的世界與無法歌唱的初音未來》，為初音未來首次參與的電影作品，劇情內容是以手機遊戲《世界計畫 繽紛舞台！ feat.初音未來》所改編；日本於2025年1月17日在電影院上映，3-4月於台灣、香港與澳門上檔，並陸續於北美洲、中南美洲、歐洲及大洋洲多國上映。

## 漫畫
2007年10月25日，日本漫畫雜誌《COMIC RUSH》宣布KEI將以初音未來為主題開始連載《廠商非正式 初音Mix》漫畫；Crypton方面表示：「這不會是官方的正式作品，並希望以儘量不干涉到其他的世界觀為目標來製作。現階段也沒有依此動畫化的打算。」。同年11月26日，《月刊Comp Ace》漫畫雜誌開始連載由繪製的四格漫畫《小初音未來的日常》，以小初音未來為主角；2009年1月26日發售單行本，並被收錄在PIAPRO募集的歌曲及插畫CD中。2008年2月29日由JIVE發售第一冊作品集《初音未來 Anthology Comic》（初音ミク アンソロジーコミック），作家包括KEI、安田鈴人、駒都英二、山田J太等；第二冊收錄PIAPRO用戶所投稿的作品。

## 軟件
2007年12月15日，Dirigent發售的音樂軟件《AUDIO KONTROL 1 Producer Pack》，能在VST工具模式下搭配初音未來軟體使用。同年12月21日，AHS發售音樂軟件《Music Maker》的特別限定版jam樂團，並設計出形像角色弦卷真紀（弦巻マキ）、鼓Rhythm（鼓リズム）、天音香奈（天音カナ），希望用户可作為有如初音未來的樂團來使用。2008年2月23日，用戶樋口优（ハンドルネーム）在其个人网站Vocaloid Promotion Video Project上发布《MikuMikuDance》的免费软件，3月10日已超過11萬人下載；该软件可以通过导入角色3D模型制作3D动画，由此引发初音未来3D同人作品的爆发式增长。2009年1月28日，初音未來、鏡音鈴、連與網站製作軟件《IBM Homepage Builder》合作，在合作活動中的購入軟體者可下載專屬插畫等。

## 遊戲

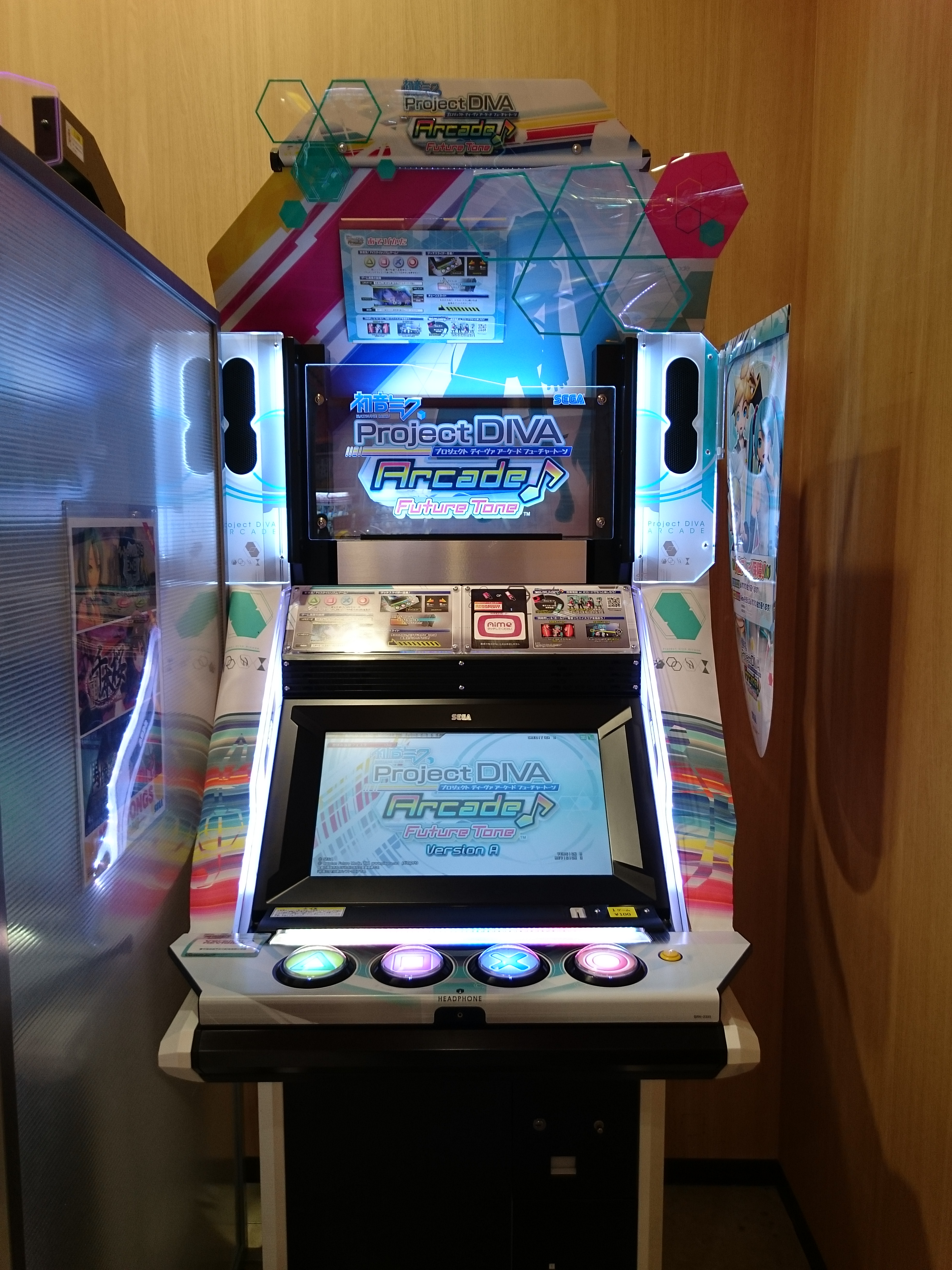
《初音未來 -名伶計畫-》的街機版

網絡遊戲《釣魚天堂！》（釣りパラダイス！）於2007年12月21日至翌年1月25日舉行以初音未來為中心的活動，其中包括歌唱遊戲的主題曲《水滴》（しずく），由Otomania製作，亦有出現「小初音未來」和「葱」。於2008年1月再加入鏡音鈴。
2008年2月15日，Fami通發表由DIGITAL WORKS製作並發售的任天堂DS遊戲《13歲的Hello Work DS》中加入初音未來，在遊戲中會介紹音樂製作。另外，遊戲主角加藤未來的名字和初音未來相同。3月10日Razest在gemutomo.net中，期間限定免費發放兩款行動電話專用遊戲與。5月5日，網絡遊戲《魔法飛球》宣布將於同月22日舉行與初音未來合作的活動，並成為遊戲角色之一，活動期間的背景音樂也會改變。同年8月1日發表NENDOROID造型的初音未來、鏡音鈴、連會出現於世嘉的遊戲《Virtua Fighter 5R》。同年8月下旬發表製作音樂遊戲《初音未來 -Project DIVA-》，是第一部以初音未來為主角的遊戲，並在PIAPRO中招募歌曲、插畫和服裝設計；2009年7月2日在PSP遊戲平台發售
。另外，2008年12月25日發售的遊戲《Phantasy Star ZERO》中，會出現《初音未來 -Project DIVA-》中的道具「葱」。
2010年7月29日由SEGA發表第二部以初音未來為主角的PSP音樂遊戲，《初音未来 -Project DIVA 2nd》。2011年9月13日在任天堂2011年秋季发布会上，由SEGA在2012年3月发售第一款以初音未來為主角，並上市於任天堂3DS平台的音樂遊戲《初音未來與未來之星 未來計劃》。2013年4月18日，世嘉公布本作的續作《初音未來 未來計劃2》（初音ミク Project mirai 2），並於2013年11月28日發售。2012年8月30日由SEGA發售以初音未來為主角的PSVita遊戲《初音未来 -歌姬计划- f》。2013年3月7日，由SEGA發表初音未來首次登錄PS3平台的音樂遊戲《初音未来 -歌姬计划- F》，並首次收錄〈千本櫻〉和〈Tell Your World〉歌曲。
2014年3月27日，由SEGA發售PSVita與PS3平台的初音未來遊戲《初音未来 -歌姬计划- f 2nd》，2015年8月31日由SEGA公布PSVita平台的初音未來遊戲《初音未來 Project DIVA X》的消息，於2016年3月24日正式發售。2016年6月23日在PS4平台推出《初音未來 -Project Diva Future Tone》，同年8月25日開始發售PS4版《初音未來 Project DIVA X HD》。2017年11月22日，《初音未來 Project DIVA Future Tone》歡慶發表屆滿一週年，集結先前數位下載版遊戲與追加的所有擴增內容，集結成套裝光碟版來作販賣，並宣布新改版名為《初音未來 Project DIVA Future Tone DX》。
2019年由SEGA首款發布將於Nintendo Switch平台的Project DIVA系列作《初音未来 -Project DIVA- Mega 39's》遊戲，獨家收錄「MIX模式」的體感譜面玩法，於2020年2月13日開始發售。2019年8月，由SEGA发行的《世界计划 缤纷舞台！ feat.初音未来》手機遊戲公布，于2020年9月30日正式在AppStore和Google Play上线。2022年5月27日，世嘉宣佈本作推出PC版，並命名為《初音未来 歌姬计划 Mega39's＋》在Steam平台上架，也是《初音未來 -名伶計畫-系列》遊戲中首个登录PC平台的作品。

## 人物模型
GOOD SMILE COMPANY的NENDOROID於2008年3月發售全高10 cm的初音未來人物模型，包括「小初音未來」（はちゅねミク）的三種造形，定價3000日圓，最初在2007年11月24日發售的《Hobby Japan》2008年1月號發表
，在同日及翌日舉行的「電擊15年祭」首次展示。2007年11月26日凌晨零時開始接受預訂，短短一日半內已超過一萬的預約數量，而人物模型售出二千、三千件已可稱為大賣，GOOD SMILE COMPANY的社長安藝貴範稱之為「異常的速度」。而在2009年1月22日，發售公司發表了一篇聲明請買家注意一些相似度高的偽造品。另外，同公司亦有發售《幸運☆星》漫畫的角色柊鏡cosplay成初音未來的人物模型。
2008年2月15日，VOLKS發表於同年2月24日舉辦的Wonder Festival 2008發售初音未來的1/6比例人物模型，在4月29日開始接受預訂，兩日內就售罄第一回的製作數目，幾天後再賣清第二回的製作數目，超出製作商的預算，在amazon2008年上半年的統計中，單是預約的數目已獲得玩具分類中的第一位，並遙遙領先第二位。同年2月25日，同公司再發表發售1：8比例的人物模型，4月24日開始接受預訂，至4月30日預訂名額全滿，是同類型人物模型一倍以上的預訂數，同年9月25日發售。MAX FACTORY9月發售figma系列14 cm高可動人物模型，在「Chara Hobby 2008」先行發售，開場不足一小時已售罄全部1000個，在日本amazon於12月2日發表的年度排名中，該人物模型於「玩具與興趣」分類中排名第一。10月上旬，世嘉以選物販賣機的形式發售「VOCALOID 初音未來 Extra Figure」（VOCALOID 初音ミク エクストラフィギュア）。

## 賽車

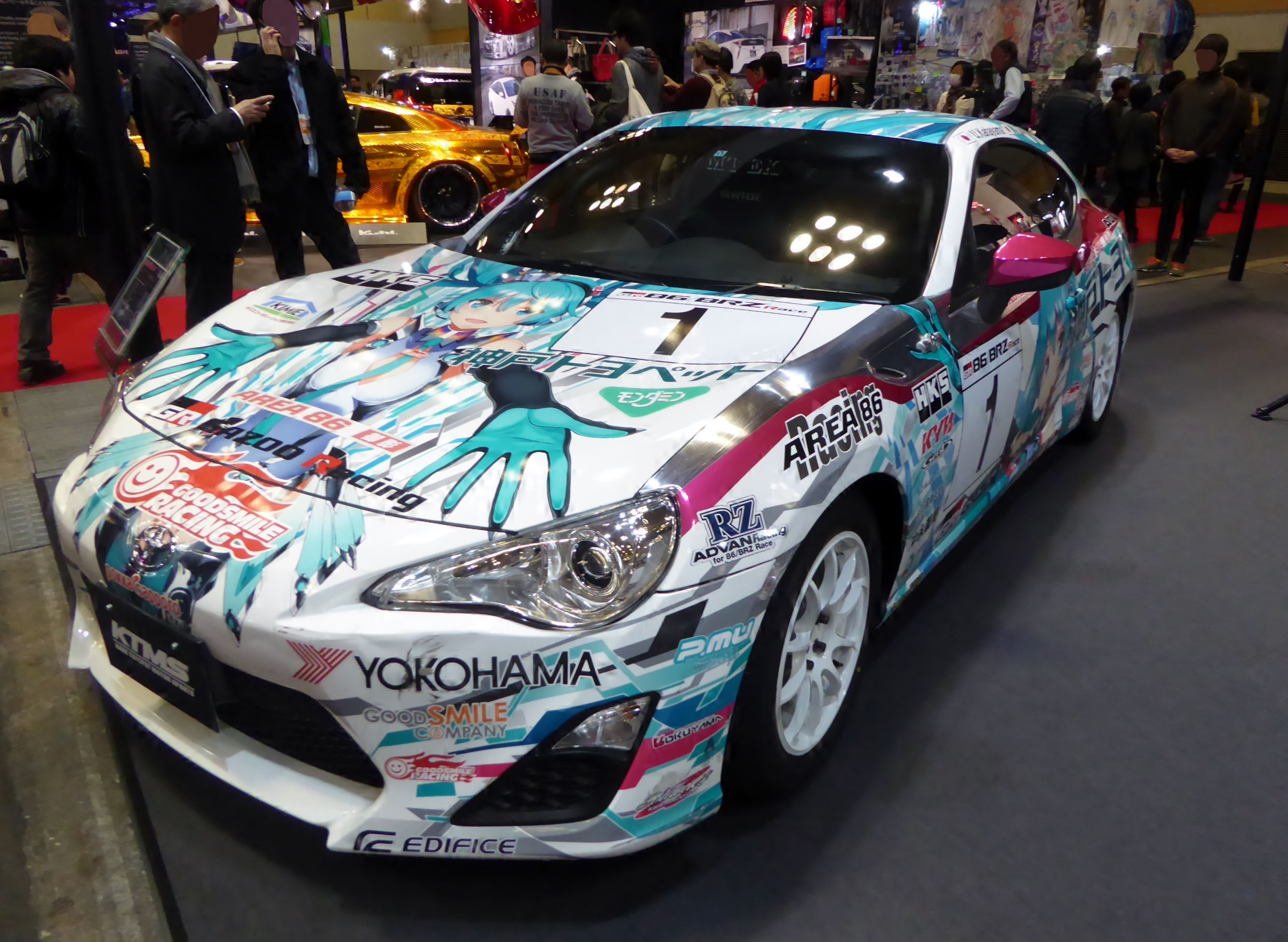
於2016年大阪汽車展展出的GSR初音未來神戶豐田86賽車

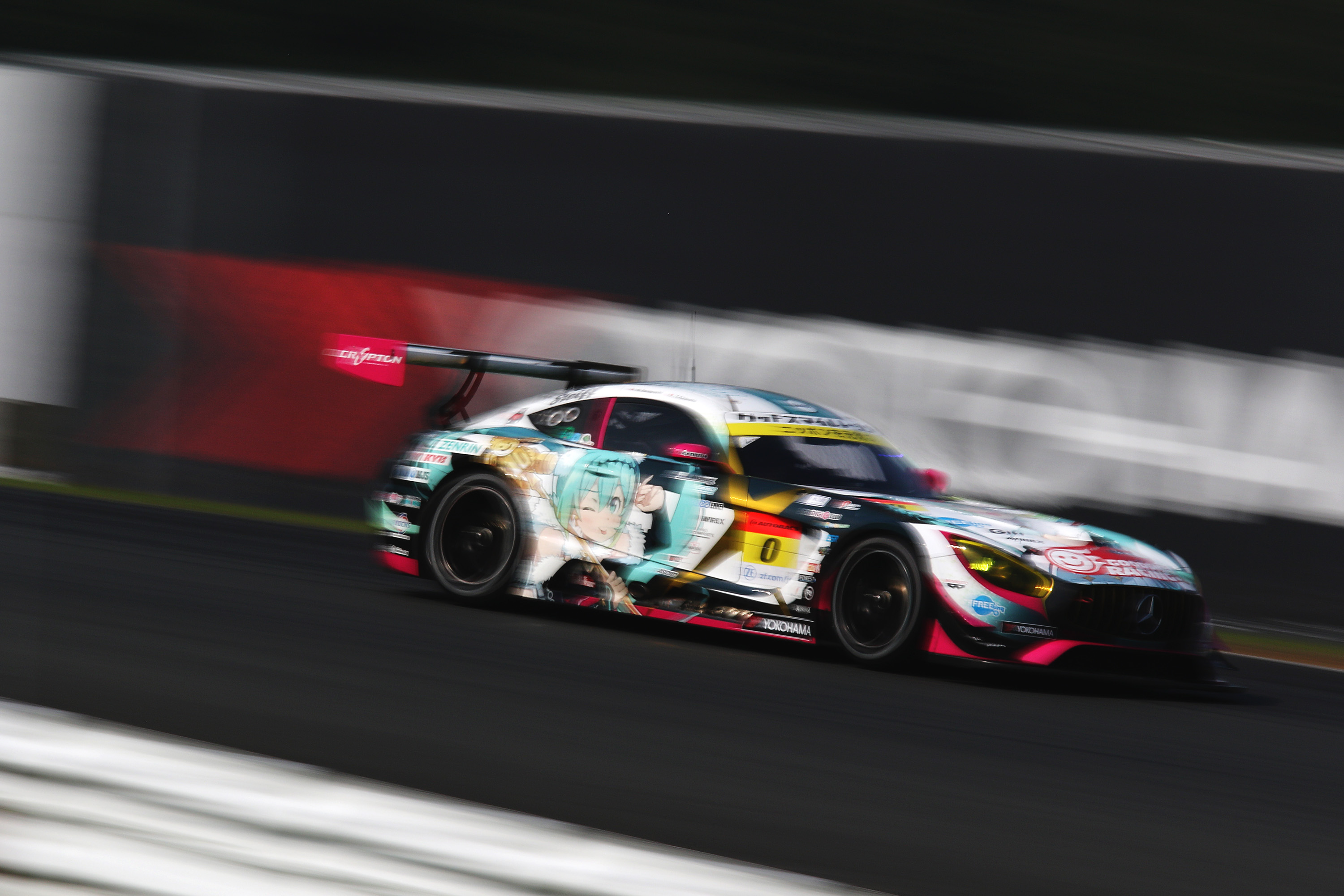
于2018年在富士国际赛车场上的梅赛德斯-AMG GT初音未来痛车

2008年3月，《Studie and GLAD with Asada racing》隊伍申請參與SUPER GT，4月亦有職員半開玩笑提出痛車企劃並被接受，接著5月為了決定痛車主題，意外在《現代用語的基礎知識》辭典中翻閱到「初音未來」、一詞與「痛車」是並列，最終選擇初音未來。6月24日PIAPRO完成募集痛車設計和代表歌曲，8月18日以BMW Z4車型製作痛車完成。原先預計在8月22至24日於鈴鹿賽道舉行的SUPER GT第六回中出賽，但因賽車的燃料問題而最終取消參賽。然而，賽車的燃料又再次出現問題，無法參加9月13至14日於Twin Ring Motegi的比賽。直到11月8至9日的富士SpeedwaySUPER GT賽事才正式參與，接著同月30日在活動中展示。同車隊於2009年亦繼續以初音未來的痛車參戰SUPER GT全部9場賽事。除了SUPER GT，亦有參加其他如在1月24日舉行的HKS PREMIUM DAY。
《GOODSMILE RACING》車隊亦在2009年1月18日的「FSW新春7時間耐久賽」中使用初音未來的痛車為出戰賽車之一。在2011年，《GSR&Studie with TeamUKYO 2011 SUPER GT》車隊以BMW E89 Z4 GT3車型參加「2011 SUPER GT 300」，最終獲得初音痛車史上首次GT 300組年度總冠軍
。

## 其他
日本初音未來同好社群在2007年11月3日首次舉行以初音未來為主題的同人誌販賣會「THE VOC@LOiD M@STER」，之後每年將不定期舉行，2012年4月起與「ニコニコ超会議」一同舉辦。另外，亦有「VOCALOID PARADISE」和「Miku Fes」等同類型的活動陸續舉辦；而臺灣多個同好團體也曾舉行「初音祭」、「Vocaloid party」、「Re:Play 39」等音樂活動。也有粉絲將每年的3月9日訂定為「初音日」，並藉由各種方式慶祝初音未來的誕生。
Frontier Works於C73同人誌即賣會發售Fanbook「初音未來、鏡音鈴CV系列公認Fanbook 2007winter」、圍巾、抱枕。AXIA和COSPA亦於C73發售關聯商品，如T恤、吊帶、海報等。Crypton旗下的混合吧☆天然聲音和GOOD SMILE COMPANY也會出售關聯商品。在2008年的C74亦繼續發售景品。同年9月25日由講談社發售統合式商品「初音未來 MIXING BOX」，內含人物模型、於PIAPRO應募的日本47都道府縣插畫和歌曲DVD等。同年11月21日發表將會發售初音未來和鏡音鈴、連的迷你四驅車。同年12月15日，PIAPRO發表和和菓子製造商志滿秀的合作，推出印有初音未來的葱味蝦餅。2019年4月20日，臺灣高雄捷運和希萌創意宣布旗下企劃高捷少女與初音未來和其他角色主唱系列角色聯名合作。